# 特魯爾戰役
特魯爾戰役（西班牙語：Batalla de Teruel，1937年12月15日—1938年2月22日）是西班牙內戰中，一場發生於特魯爾市的戰役，戰鬥期間也是西班牙20年來最冷的冬天。特魯特戰役是一場血腥的戰鬥，城市被轉手多次，最初被共和軍掌控，最後被國民軍佔領。戰鬥過程中，特魯爾市遭到重砲與飛機所轟炸；2個月的戰事裡，雙方傷亡損失超過14萬人。佛朗哥利用了人員與物資上的優勢奪回特魯爾，嚴重消耗了共和軍，使這場戰役成了整場西班牙內戰的轉捩點。

## 背景
共和軍對特魯爾市的興趣是出於幾處戰略重點，共和軍事領導人也認為該處沒有強力的把守，並積極提倡佔領該地。到了1937年，國民軍領地的形式使得對特魯爾的佔領，將會影響共和軍與巴倫西亞海岸的聯繫，特魯爾市也被共和軍三面環圍。此外，特魯爾市也是國民軍在阿拉貢戰線軍事力量的一個象徵，共和軍戰爭部長因达雷西奥·普里耶托認為需要一場壯觀的勝利來凸顯他在職務上的成就，也顯示他對軍隊的組織能力。這場戰役的勝利也會有助於共和總理胡安·内格林對加泰羅尼亞工業的控制。最後，根據共產黨的情報顯示，佛朗哥打算自瓜達拉哈拉省對馬德里於12月18日發起大規模進攻。共和軍打算引開佛朗哥對馬德里的進攻，於是在12月15日發起了這場戰役。

### 戰場
特魯爾位於下阿拉貢，人口約20,000人 ，是屬於首都邊陲的貧困城市，以傳說中的特魯爾戀人為名。它在1170年成了基督教徒與摩爾人衝突的緩衝地，到了1937年也分離了薩拉戈薩的國民軍與巴倫西亞的共和軍。因為特魯爾位於山區，海拔高度有3,050英尺高，通常有著冬天時全西班牙最低的氣溫。該市也位於西班牙首都最偏遠地區，有著被山壁所環繞的天然屏障，本身也位於圖里亞河和阿爾伐巴河（Alfambra）匯流處的高丘上，西邊還有條卡拉塔尤德高速公路，約3英里長，整體地勢的關鍵處之一為市西部的山脊，被稱作特魯爾之牙（La Muela de Teruel）的地方，因為它的位置突入了共和軍的領土，使其能以戰壕和鐵絲網大大增強它的防禦能力。

### 士兵
朱安·薩拉維亞負責指揮共和軍，他將軍隊重新組織過，深得所有人的信任，包括共產黨指揮官恩瑞克·里斯特，里斯特所指揮的師被選為負責第一波的攻擊行動。對特魯爾的奇襲進攻將會是所有西班牙戰役中，唯一沒有國際縱隊支援的行動。位於萊萬特的共和軍有著東部軍隊的支援，總兵力達到10萬人。
多明尼哥·雷·德哈科特上校是戰爭開始時，位於特魯爾的國民軍指揮官，在其突出部有著部隊9,500人和平民。當戰鬥開始後，德哈科特上校不斷將部隊用以防守，持續保有該城，其衛戍軍人數依不同來源有不同資料，約在2,000至6,000人之間，也或許駐軍的4,000人有一半為當地平民。

## 戰鬥

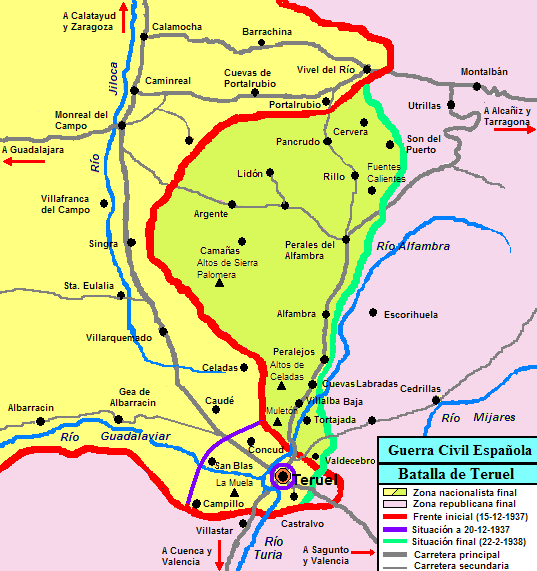
地圖上紅線為剛開始戰鬥的勢力，紫線為12月20日前被共和軍所包圍的特魯爾，綠線為戰鬥後的結果。請注意位於特魯爾西部的「特魯爾之牙」位置。

里斯特所指揮的共和軍於1937年12月15日開始進攻，當天不但下雪，也缺乏空中與火砲的支援。恩斯特與恩瑞克·海瑞迪亞上校提議包圍該城，並迅速的佔領了「特魯爾之牙」，於傍晚前包圍了特魯爾。德哈科特將防禦陣線退到城市中，於12月17日棄守了特魯爾之牙。國民軍指揮官佛朗哥於12月23日決定支援特魯爾的防守，他做了一個決策：絕不讓任何省會城市落入共和軍手中，這將是政治上的一個失敗，佛朗哥決定不給敵人任何談判空間，但他才剛發起重大的瓜達拉哈拉戰役，若前去救援特魯爾就表示要放棄該行動，這招來德義盟友的不滿，也表示國民軍必須要分散軍力，延遲發起決定性戰役，將戰爭變成長期戰，需要長時間接受外國援助。

### 共和軍的進逼與圍城
12月21日，共和軍進入特魯爾。歐內斯特·海明威與2名記者（1名是紐約時報記者赫伯特·馬修斯）隨共和軍部隊進入特魯爾，國民軍指揮官德哈科特帶領他剩餘的守軍部隊返回城市南部，在該處持續抵抗。直到聖誕節當天，國民軍仍佔領著4個關鍵地點：民政府、西班牙銀行、聖克拉拉修道院和神學院。共和派巴塞隆納電台宣佈佔領，但德哈科特仍與4000名守軍持續守著佔領區。雙方持續交火，共和軍強烈砲轟城鎮，以及使用刺刀突擊進攻。

### 國民軍的救援行動
佛朗哥於12月23日取消了對瓜達拉哈拉的攻勢，但前往特魯爾的救援部隊在29日前禁止攻擊，他發送一訊息給德哈科特，命令他不計一切代價死守住佔領區。於此同時，共和軍正於惡劣天氣中持續深入進攻。國民軍於預定時間的29日開始攻擊，由經驗豐富的安東尼歐·阿然達和荷西·恩瑞庫·瓦維拉指揮。兀鷹軍團也加入此次攻擊。跨年夜時，國民軍佔領了「特魯爾之牙」，並進入該城的鬥牛場與火車站，但國民軍卻未能守住所有的佔領地。不久天氣竟然轉為為期4天的暴風雪，積雪達4英呎深以及氣溫零下18度。雙方戰鬥因為嚴寒而進展緩慢，機槍和機械紛紛結凍，部隊也受到嚴重的凍傷。國民軍多人感冒，因為他們沒有禦寒衣物，許多人因為肢體被凍傷而截肢。
佛朗哥投入了大量人力與機械，他們的戰況逐漸好轉。共和軍開始撤退，1938年跨年夜，修道院的守軍全數陣亡。民政府也於1月3日被國民軍攻擊，建築物內部持續戰鬥，海明威當時也在場，攻擊者與防衛者紛紛在不同樓層，透過天花板與地板的破洞互相射擊。防衛者現在缺乏水，僅有少量藥品與食物。他們的掩體已是一堆廢墟，但仍持續堅守著。國民軍的攻勢因為天氣而受阻，德哈科特與國民軍派的特魯爾當地主教於1月8日放棄了據點，率軍向共和軍投降。隨後共和軍殺害了其帶領的42名戰俘，包括特魯爾的主教安色莫·波蘭戈（Anselmo Polanco）。德哈科特的軍隊投降後，特魯爾的民眾開始撤離，共和軍開始包圍特魯爾，之後特魯爾被共和軍攻下。

### 國民軍反攻
德哈科特投降後，國民軍軍隊開始集結接近共和軍，隨著天氣的好轉，國民軍於1938年1月17日發起新的行動。共和軍被逼得必須放棄付出所有代價進行戰鬥的顧忌，將國際縱隊於19日也投入了戰局中，雖然人數眾多，但多為預備役軍人，期間還有些政治與娛樂界人士訪問軍隊。美國共產黨歌手保羅·羅伯森（Paul Robeson），為他們演唱聖誕前夕的歌曲，包括國際歌和老人河（Ol' Man River）。未來的英國首相克莱门特·艾德礼、左翼工黨政治家艾倫·威金森（Ellen Wilkinson）和未來的工黨政府官員和外交官菲利普·諾爾-巴克（Philip Noel-Baker）還訪問了其中的英國軍隊。雙方戰鬥持續激烈，彼此的最高指揮官不斷送出援軍，雖然緩慢、但情勢確立地，國民軍即將佔領「特魯爾之牙」。共和軍死命反擊，於1月25日發起持續2天的反攻，但獲得的僅是暫時性的戰果。最後，國民軍於2月7日對特魯爾北部進攻，這是共和軍的一大致命弱點，因為其大部分的軍隊都分佈在特魯爾南部。這場進攻以大規模的騎兵進行衝鋒，也是在二次大戰的蘇軍於裡海的行動前，軍史上最後一次的大規模騎兵衝鋒了，迅速突破共和軍的防禦和分割了其部隊。阿然達和維剛迅速挺進，取得了勝利。數千名戰俘、數萬噸物資和彈藥落入了國民軍手中，殘餘共和軍也紛紛逃走。最後一戰自2月18日開始，阿然達和維剛如同12月切斷並包圍了北部的共和軍。2月20日，特魯爾被切斷了與巴倫西亞之間的聯繫，以及國民軍進入了該城，朱安·薩拉維亞下令將共和軍撤回。大部分軍隊逃走路線被切斷，約14,500人被圍困。共產黨共和軍艾伊·卡佩席諾雖然曾被圍困，卻突圍成功逃離。2月22日，特魯爾被國民軍完全佔領，戰鬥結束，其後國民軍又發現了1萬名共和軍屍體於特魯爾。

## 結果
特魯爾戰役消耗了大量共和軍資源，失去了無可取代的飛機與武器；另一方面，國民軍集中了大部分的部隊在東部，他們準備通過阿拉貢進攻加泰羅尼亞和萊萬特。國民軍佔領了有效運行的巴斯克工業區邊境，然而共和軍不得不離開由無政府主義者控制的加泰羅尼亞軍工業區。一名無政府主義者的觀察員報告說：「儘管浪費如此多的金錢，我們的工業組織仍無法完成單一規格的步槍、機槍和火炮....」佛朗哥佔領了特魯爾的結果對共和軍來說是一個痛苦的打擊，不但粉碎了共和軍對該城佔領的高度期待，該行動也掃除了國民軍進攻地中海的最後一道障礙。
佛朗哥沒有浪費太多的時間，他於1938年3月7日發起了阿拉貢攻勢，進攻阿拉貢。共和軍於2月22日撤回了精銳部隊，重建在特魯爾損傷的軍隊，但成效不彰，受到的重創還是影響著軍隊。國民軍迅速攻下阿拉貢直至地中海，並於1938年4月19日佔領了40英里長的地中海海岸線，將共和軍對一分為二。
英國詩人、作家勞里·李（Laurie Lee）曾參加國際縱隊，根據他對特魯爾戰役的敘述：「聖誕節特魯爾的禮物對於共和軍來說，莫過於一個毒玩具，也表示國民軍這場將會改變戰爭結果的勝利，成了共和軍戰敗的象徵」

## 傷亡
特魯爾戰役的正確傷亡人數難以估計，國民軍救援部隊約14,000人死亡、16,000人受傷、17,000人生病，而原本的守軍9,500人則幾乎全數陣亡或被俘，全數相加國民軍就總傷亡56,500人，而共和軍傷亡人數則可能比國民軍還要高出50％，約84,750人，還損失了大量的戰俘。將雙方死傷者統計後，共有超過14萬人陣亡、受傷或患疾，為西班牙內戰中傷亡極大的一役。

## 特魯爾的名人
馬休斯、海明威、羅伯森和英國政治家們等人已在前述中提到，此戰爭吸引了許多國際人士前往關注。其中一位是英國間諜金·費爾比，他偽裝成國民軍派的泰晤士报特派記者。顯然他在西班牙的行動受命於莫斯科，但他仍熱情地寫著關於佛朗哥的報告。1937年12月時 ，特魯爾附近的一枚砲彈擊中一輛汽車，乘坐的菲爾比和其他三名記者：布拉迪希·傑森（Bradish Johnson）、艾迪·奈爾（Eddie Neil）和恩斯特·希普斯內克（Ernest Sheepshanks）中僅有菲爾比倖存，對此佛朗哥還親自授勛給他。

## 資料來源
1. ↑  Hugh Purcell, The Spanish Civil War (part of the Documentary History Series) (1973)，第95頁
2. 1 2  Hugh Purcell，第95頁
3. ↑  Paul Preston, The Spanish Civil War, an Illustrated Chronicle 1936-39 (New York, 1986)，第149頁
4. ↑  Peter Wyden, The Passionate War (1983)，第421頁
5. ↑   Hugh Thomas, The Spanish Civil War (1961)，第504頁
6. 1 2   Hugh Thomas，第504頁
7. 1 2 3  Hugh Thomas，第505頁
8. ↑  Michener，第697頁
9. 1 2  Peter Wyden，第421頁
10. ↑  Cecil Eby, Between the Bullet and the Lie, American Volunteers in the Spanish Civil War, (1969)，第197頁
11. 1 2  .   [2010-02-22]. （原始内容存档于2021-02-19）.
12. ↑    Hugh Thomas, The Spanish Civil War (1986)，第788頁
13. ↑  Hugh Thomas (1961)，第505頁
14. ↑    Hugh Thomas, (1961)，第504頁
15. 1 2  Peter Wyden，第425頁
16. ↑  Hugh Thomas，第507頁
17. 1 2  Hugh Thomas, (1986)，第789頁
18. ↑   Hugh Thomas, (1986)，第789頁至第790頁
19. ↑  Peter Wyden，第421頁至第425頁
20. 1 2  Hugh Thomas，第507頁至第508頁
21. ↑  Hugh Thomas，第505頁至第507頁
22. ↑  Hugh Purcell，第96頁
23. ↑  Hugh Thomas，第507頁至第508頁
24. ↑  .   [2010-02-22]. （原始内容存档于2019-12-02）.
25. ↑  Hugh Thomas，第577頁
26. ↑  Hugh Thomas，第508頁
27. ↑  Hugh Thomas, (1986)
28. ↑   Peter Wyden，第433頁至第434頁
29. ↑   Hugh Thomas, (1986)，第792頁至第793頁
30. ↑  Hugh Thomas, (1961)，第511頁至第514頁
31. ↑  Gabriel Jackson, The Spanish Republic and the Civil War, 1931-1939, (1965)，第508頁
32. ↑  Hugh Thomas, (1961)，第513頁至第515頁
33. ↑  Carl Geiser, Prisoners of the Good Fight, The Spanish Civil War, 1936-39, (1986)，第42頁
34. ↑  Gabriel Jackson, The Spanish Republic and the Civil War, 1931-1939, (1965)，第407頁
35. ↑  Hugh Purcell，第98頁，維賽特·羅傑歐上校引用自 Stanley G. Payne, The Spanish Revolution, (1970)
36. ↑  E. H. Carr, The Comintern and the Spanish Civil War (1984)，第66頁
37. ↑   Carl Geiser，第42頁
38. ↑   Hugh Thomas (1986)，第798頁至第803頁
39. ↑   Laurie Lee, Moment of War, A Memoir of the Spanish Civil War, (1991)，第158頁
40. ↑  Hugh Thomas, The Spanish Civil War (2001)，第773頁
41. ↑  Verne W. Newton, The Butchers Embrace, The Philby Conspirators in Washington, (London, 1991)，第51頁
42. ↑  .   [2010-02-22]. （原始内容存档于2021-02-26）.
43. ↑  Verne W. Newton，第51頁至第52頁